# Den siste gunfightern
Den siste gunfightern (originaltitel: The Shootist) är en amerikansk westernfilm från 1976 med John Wayne, Lauren Bacall, Ron Howard och James Stewart i rollerna. Filmen regisserades av Don Siegel.

## Handling
Den vilda västerns sista berömda revolverman, John Bernard (J.B.) Books (John Wayne), rider in i El Paso, Texas, för att besöka sin vän, doktorn E. W. Hostetler (James Stewart). Detta är dock inte bara ett besök i all vänlighet, Books vill få ett andra utlåtande - han har redan diagnosticerats med dödlig prostatacancer. När doktorn väl dignosticerat Books i samma sjukdom bestämmer sig revolvermannen för att hyra ett litet rum i staden. Hos änkan Bond Rogers (Lauren Bacall) och hennes son Gillom Rogers (Ron Howard) hittar han vad han söker. Men när Books närvaro i staden blir allmänt känd börjar andra revolvermän flockas till staden, de vill alla få chansen att vara den som dödar västerns sista legendar.

## Om filmen
- Den bygger på Glendon Swarthouts bok Den siste gunfightern (ISBN 91-32-41526-5), som fick priset "Best Western Novel" (1975) av Western Writes of America.
- Detta var John Waynes sista film och han led själv av en dödlig sjukdom under inspelningarna; lungcancer. Motspelerskan Lauren Bacall hade tidigare sett sin make Humphrey Bogart dö av samma sjukdom, vilket gav en väldigt speciell känsla i skådespelarnas scener med varandra.
- Filmen nominerades till fyra utmärkelser, bland annat en Oscar för bästa scenografi och en Golden Globe för bästa biroll: Ron Howard.

## Medverkande i urval
- John Wayne – John Bernard "J.B." Books
- Lauren Bacall – Bond Rogers
- Ron Howard – Gillom Rogers
- James Stewart – Dr. E.W. Hostetler
- Richard Boone – Mike Sweeney
- Hugh O'Brian – Jack Pulford
- Harry Morgan – Carson City Marshal Walter J. Thibido
- John Carradine – Hezekiah Beckum, the undertaker
- Scatman Crothers – Moses Brown